# Franco Pulicastro
Franco Pulicastro (Argentina, 23 de septiembre de 1999) es un futbolista argentino que se desempeña como delantero en Talleres (RdE), de la Primera Nacional de Argentina.

## Trayectoria

### Ferro
Realizó todas las divisiones inferiores en el club de Caballito. 
Integró el banco de suplentes por primera vez el 24 de agosto del 2019, primer partido del Campeonato de Primera B Nacional 2019-20, siendo dirigido por Jorge Cordon. Ingresó en el segundo tiempo, al minuto 12 por Fernando Miranda consiguiendo marcar el descuento a los 30 minutos del segundo tiempo. En dicho campeonato terminó disputando 6 partidos y marcando un gol en 155 minutos jugados.
En el Campeonato Transición de Primera Nacional 2020 integró el plantel profesional y no logró asentarse como un recambio del primer equipo, termina jugando 3 partidos sin poder convertir goles en un total de 180 minutos jugados.
En el Campeonato de Primera Nacional 2021 perdió aún más lugar en la consideración del equipo por lo que a mitad de campeonato terminaría saliendo cedido para conseguir un mayor rodaje. En total disputó 3 partidos sin goles en un total de 15 minutos jugados

### Flandria
En agosto del 2021 se confirma la cesión de Franco para disputar el Campeonato de Primera B 2021, debiendo retornar a Ferro el 31 de diciembre del 2021. En total disputó 12 partidos y convirtió 2 goles.

### Talleres de Remedios de Escalada
En enero del 2022 se confirma la cesión para disputar el Campeonato de Primera B 2022, debiendo retornar a Ferro el 31 de diciembre del 2022. Sufre una grave lesión en el partido contra Dock Sud. A los cinco minutos del primer tiempo recibe un fuerte codazo que le produce una doble fractura en el maxilar inferior debiendo ser operado. Por ello, es que se vio imposibilitado de disputar partidos por el resto del certamen.

### Club Villa Dálmine
Una vez finalizado la cesión anterior comienza a acercarse a la Viola para disputar la siguiente temporada en la Primera Nacional, siendo que por momentos se complicó su llegada al equipo. No obstante termina firmando su contrato por lo que se suma al equipo.

## Estadísticas
Actualizado al 23 de febrero de 2025

| Ferro Carril Oeste Argentina | 2.ª           | 2019-20       | 6   | 1  | 0 | 0 | — | — | 6   | 1  | 0.17 |
| Ferro Carril Oeste Argentina | 2.ª           | 2020          | 3   | 0  | 0 | 0 | — | — | 3   | 0  | 0    |
| Ferro Carril Oeste Argentina | 2.ª           | 2021          | 2   | 0  | 0 | 0 | — | — | 2   | 0  | 0    |
| Ferro Carril Oeste Argentina | Total         | Total         | 11  | 1  | 0 | 0 | 0 | 0 | 11  | 1  | 0.09 |
| Flandria Argentina | 3.ª           | 2021          | 12  | 2  | 0 | 0 | — | — | 12  | 2  | 0.17 |
| Flandria Argentina | Total         | Total         | 12  | 2  | 0 | 0 | 0 | 0 | 12  | 2  | 0.17 |
| Talleres (RdE) Argentina | 3.ª           | 2022          | 24  | 7  | 0 | 0 | — | — | 24  | 7  | 0.29 |
| Talleres (RdE) Argentina | Total         | Total         | 24  | 7  | 0 | 0 | 0 | 0 | 24  | 7  | 0.29 |
| Villa Dálmine Argentina | 2.ª           | 2023          | 11  | 1  | 0 | 0 | 0 | 0 | 11  | 1  | 0.09 |
| Villa Dálmine Argentina | Total         | Total         | 11  | 1  | 0 | 0 | 0 | 0 | 11  | 1  | 0.09 |
| Chacarita Juniors Argentina | 2.ª           | 2023          | 14  | 1  | 0 | 0 | 0 | 0 | 13  | 1  | 0.33 |
| Chacarita Juniors Argentina | Total         | Total         | 14  | 1  | 0 | 0 | 0 | 0 | 14  | 1  | 0.07 |
| Brown (Adrogué) Argentina | 2.ª           | 2024          | 15  | 1  | 0 | 0 | 0 | 0 | 15  | 1  | 0.07 |
| Brown (Adrogué) Argentina | Total         | Total         | 15  | 1  | 0 | 0 | 0 | 0 | 15  | 1  | 0.07 |
| Talleres (RdE) Argentina | 2.ª           | 2024          | 13  | 2  | 0 | 0 | 0 | 0 | 13  | 2  | 0.15 |
| Talleres (RdE) Argentina | Total         | Total         | 14  | 2  | 0 | 0 | 0 | 0 | 14  | 2  | 0.15 |
| Total carrera | Total carrera | Total carrera | 101 | 15 | 0 | 0 | 0 | 0 | 101 | 15 | 0.15 |
| (1) La copa nacional se refiere a la Copa Argentina y Supercopa Argentina . (2) La copa internacional se refiere a la Copa Sudamericana, Recopa Sudamericana, Copa Libertadores y Copa Suruga Bank. |               |               |     |    |   |   |   |   |     |    |      |